# Adrien Thibault
Adrien Thibault, né à Francillon, commune de Villebarou (Loir-et-Cher) le 19 novembre 1844 et mort le 13 avril 1918 à La Chaussée-Saint-Victor (Loir-et-Cher) était un céramiste et historien. Il fut l'élève du céramiste Ulysse Besnard puis intégra en 1872 la faïencerie de Gien. Il établit son propre atelier en 1874 à La Chaussée-Saint-Victor où il exerça jusqu’à la fin de ses jours. Il fut le mari de Louise Septier avec laquelle il aura trois enfants: Louis, Adrienne et Marie-Louise. Au cours de sa vie, il effectua des recherches sur les couleurs. Il est notamment à l'origine des « Bleus Thibault ». Il a produit des centaines de faïence : plats, jardinières, sucriers, cendriers, flacons, drageoirs, bonbonnières et vases.

## Biographie
Il est né le 19 novembre 1844 à Francillon, à l'actuel N°4 Impasse Faubert. Il est le troisième fils de Étienne Robert Thibault, vigneron, et de Françoise Chantal Flumas. C'était un enfant intelligent, timide et d'une extrême sensibilité. Il manifesta très tôt son don exceptionnel du dessin et de la musique. À cinq ans, il faisait son premier dessin qui n'a malheureusement pas été conservé. À onze ans, il fit un croquis-portrait très ressemblant de son arrière grand tante, la mère de l'abbé Pierre Pailly, curé de La Chaussée-Saint-Victor,.
En 1857, il entra au petit séminaire de Blois pour y faire ses études secondaires. Il brilla particulièrement et, ses études terminées, n'ayant pas la vocation, il quitta cet établissement. Rentré dans sa famille et ne pouvant rester à la charge de celle-ci, il devient, bien à contre cœur, répétiteur adjoint au lycée du Mans, puis au collège de Chinon pour ensuite rejoindre Poitiers où il mena l’existence de l'étudiant pauvre. Il n'avait toutefois pas renoncé à devenir artiste. Or, il se trouvait que, parmi les élèves de l'abbé Pally, il en était un qui avait contribué à la renommée de Blois : il s'agissait du céramiste Ulysse Besnard. L'abbé Pally lui montra les dessins de son protégé. En septembre 1864, Ulysse Besnard offrit à Adrien Thibault une place de décorateur dans ses ateliers.
Pour son service militaire, Adrien Thibault fut affecté au 2e régiment de carabiniers à Vendôme. Quelques jours après son arrivée, son colonel lui demanda de répondre au désir exprimé par le curé de Abbaye de la Trinité de Vendôme. Il modela donc une figure d'ange en pied permettant de réaliser une sculpture en bois, placée sur la boiserie qui clôture le chœur du côté de l'évangile. Son régiment fut ensuite envoyé à Civitavecchia, en Italie, défendre le territoire pontifical contre Garibaldi et ses troupes. En raison du mauvais état de la mer, il n'arriva que 24 heures après la bataille. Les Garibardiens, battus, avaient déjà évacué le territoire pontifical. Ayant été envoyé à Rome avec quelques camarades, Adrien Thibault croisa le Pape Pie IX, qui s'était détourné de son chemin pour voir les soldats français. Il sut tirer profit de son séjour transalpin pour se livrer à des études personnelles. Il dessina partout où il trouvait paysages, maisons anciennes ou scènes pittoresques au hasard des campagnes.
En 1870, la guerre venait d'éclater et le corps expéditionnaire français quitta Rome. À la veille de son départ, le maréchal des logis Adrien Thibault tomba malade, victime de la typhoïde. Il séjournera quelque temps à l’hôpital de Toulon. Revenu dans sa famille, à Francillon, passer sa convalescence, il y apprend la mort de son frère Henri. Une nuit que les obus prussiens tirés depuis Vineuil s’abattaient, il prit la fuite à travers les champs enneigés. Après que les Prussiens aient quitté la région, il repartit pour Toulon. Il fut promu maréchal des logis chef. Il fut envoyé à Versailles puis à la redoute de Châtillon, où il côtoya les horreurs de la guerre civile. Il fut démobilisé le 25 juillet 1872.
De retour au pays, il sollicita la Faïencerie de Gien qui le plaça à la tête d'un atelier de décors sans obligation d'horaires. Il imposa à Gien son inspiration de la Renaissance Italienne, rinceaux fleuris sur fond bleu ou noir, résultat de son séjour en Italie. Adrien Thibault eût une part active dans l'activité décorative de Gien. Outre ses dessins, il fit des recherches sur des couleurs nouvelles, notamment les célèbres "Bleus Thibault". Il s'inspira notamment des productions de Oiron et Urbino. Il fut chargé par les directeurs de la manufacture de la décoration d'un plat destiné à l'exposition de Londres qui lui valut une première médaille.
En 1872, il épousa Louise Septier, originaire de La Chaussée-Saint-Victor. En 1874, il y rejoignit ses beaux parents. Il s'installa à l'actuel no 116 route Nationale à La Chaussée-Saint-Victor. Cette même année, naîtra son fils Louis et il ouvrit son propre atelier de céramique. Un an plus tard, un vice de construction du four provoqua un incendie qui détruisit son atelier et toutes les choses précieuses rapportées d'Italie. Sa maison fut sauvée de justesse. Le danger fut si grand que le petit Louis âgé d'à peine un an fut descendu dans son berceau, au bout d'une corde, par la fenêtre d'une des chambres du premier étage.
Après avoir fait reconstruire son atelier et son four, il se remit au travail. Il participa à plusieurs expositions pour lesquelles il sera récompensé. Il poursuivit également ses recherches sur de nouvelles couleurs. Il signait la plupart de ses œuvres des initiales AT (Adrien Thibault) ou ATSV (Adrien Thibault Saint Victor). En 1879, son fils Louis, âgé seulement de cinq ans, sera emporté par la diphtérie.
En 1911, c'est sa fille ainée Adrienne qui décéda. Elle avait comme lui la passion du dessin. Ce dernier coup du sort lui fait peu à peu abandonner la céramique. Il consacra la fin de sa vie a des recherches historiques sur le Blésois desquelles il écrira plusieurs ouvrages. Il fut membre de la Société des sciences et lettres de Loir-et-Cher qu'il présidât à plusieurs reprises.
Adrien Thibault mourut le 13 avril 1918, laissant sa dernière cuisson inachevée. Il fut inhumé au cimetière de La Chaussée-Saint-Victor.

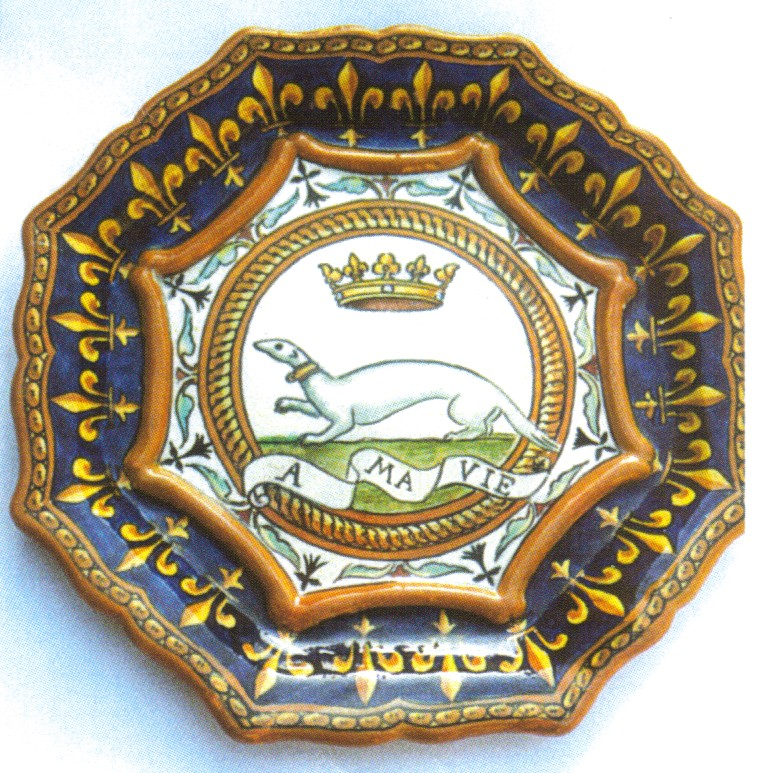
Œuvre de l'artiste

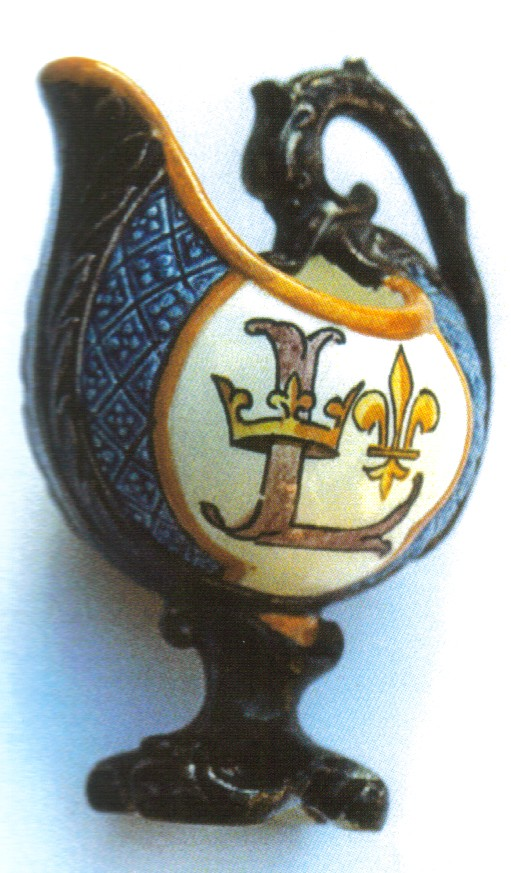
Œuvre de l'artiste

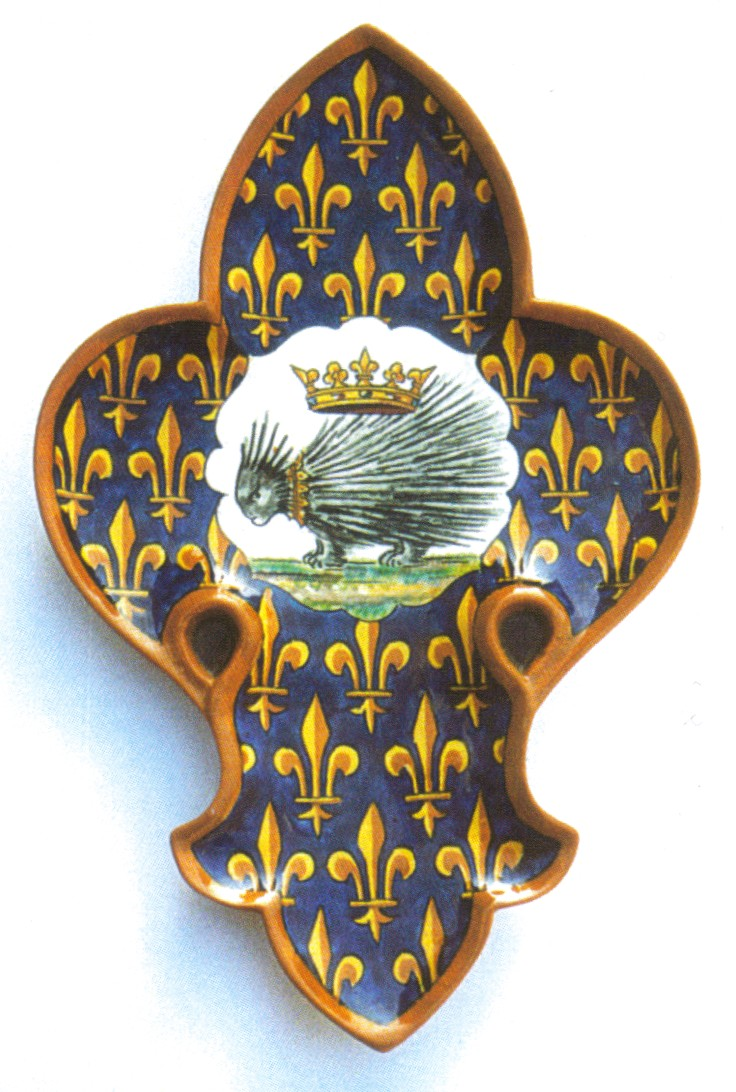
Œuvre de l'artiste

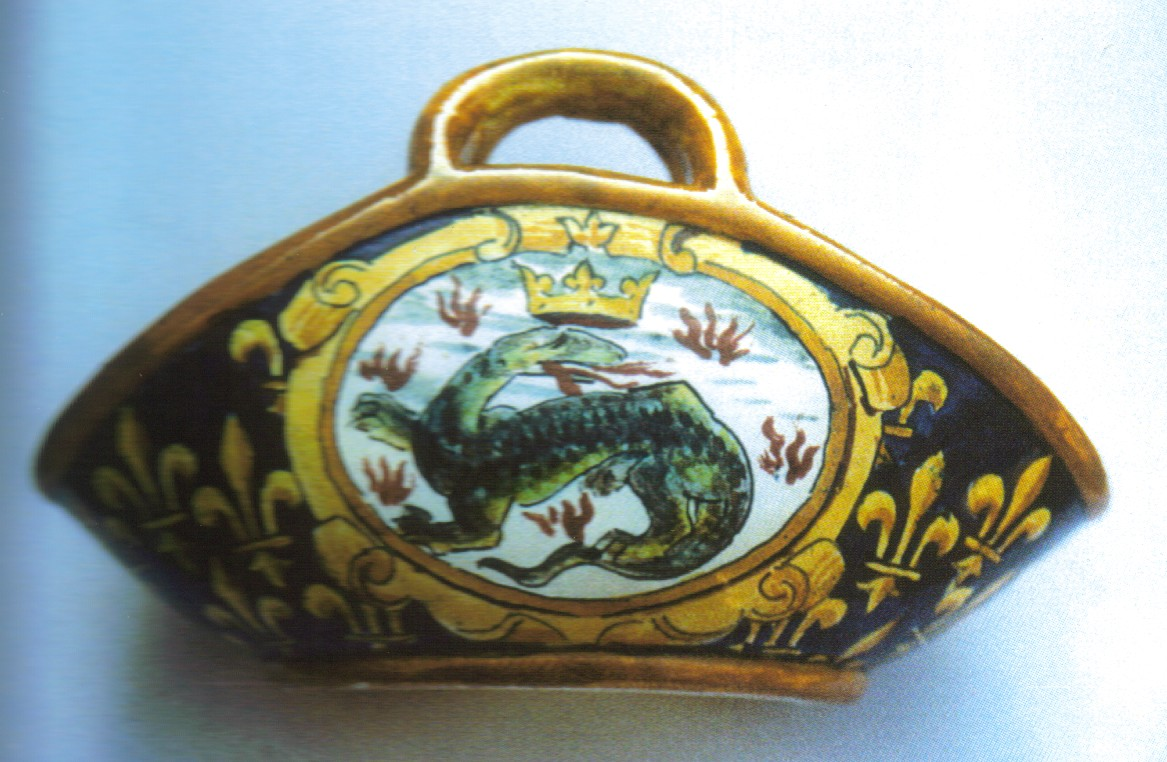
Œuvre de l'artiste

## Les couleurs créées par Adrien Thibault
| Bleu de vitrail                                                                                  |
| Bleu mat                                                                                         |
| Bleu myosotis                                                                                    |
| Bleu pervenche                                                                                   |
| Vert opalin                                                                                      |
| Vert bouteille                                                                                   |
| Vert oxydé                                                                                       |
| Vert à l'or dit de vitrail                                                                       |
| Vert pastel                                                                                      |
| Noir profond                                                                                     |
| Jaune blond des anciens                                                                          |
| Rouge solide antique chinois                                                                     |
| Rouge solide rosé de Sienne                                                                      |
| Pourpre de THIBAULT (rouge solide ainsi baptisé par le conservateur du Musée National de Sèvres) |
| Roses de toutes sortes                                                                           |

## Expositions et récompenses
| 1876 | Exposition centrale                                                                                          |
| 1878 | Exposition universelle de Paris - Médaille de bronze                                                         |
| 1880 | Exposition d'Alger - Récompense                                                                              |
| 1887 | Exposition d'Hanoï - Médaille de bronze                                                                      |
| 1889 | L'empereur d'Annam lui attribue la médaille du "Dragon d'Annam" et le titre de "Chevalier du Dragon d'Annam" |
| 1889 | Exposition universelle de Paris - Médaille d'argent                                                          |
| 1900 | Exposition universelle de Paris - Médaille d'argent                                                          |
| 1902 | Palmes académiques                                                                                           |

## Liste des publications
| Année de publication | Titre                                                                       |
| -------------------- | --------------------------------------------------------------------------- |
|                      | Essai de poésie                                                             |
|                      | Souvenirs d'enfance et de jeunesse                                          |
|                      | Les champs                                                                  |
|                      | Étude de mœurs paysannes à la fin du XIXe siècle                            |
| 1890                 | Les armes de la ville de Mer                                                |
| 1892                 | Le glossaire du pays Blésois                                                |
| 1892                 | L'abbé Louis Jouanneau                                                      |
| 1893                 | Un volontaire de Villebarou à l'armée de Sambre et Meuse                    |
| 1900                 | Les armes de la ville de Blois et l'écusson découvert dans la rue des juifs |
|                      | Un drame de famille au XVIIIe siècle                                        |
|                      | Le château des forges                                                       |
|                      | Episodes des guerres de religion en Vendomois                               |

## Musées

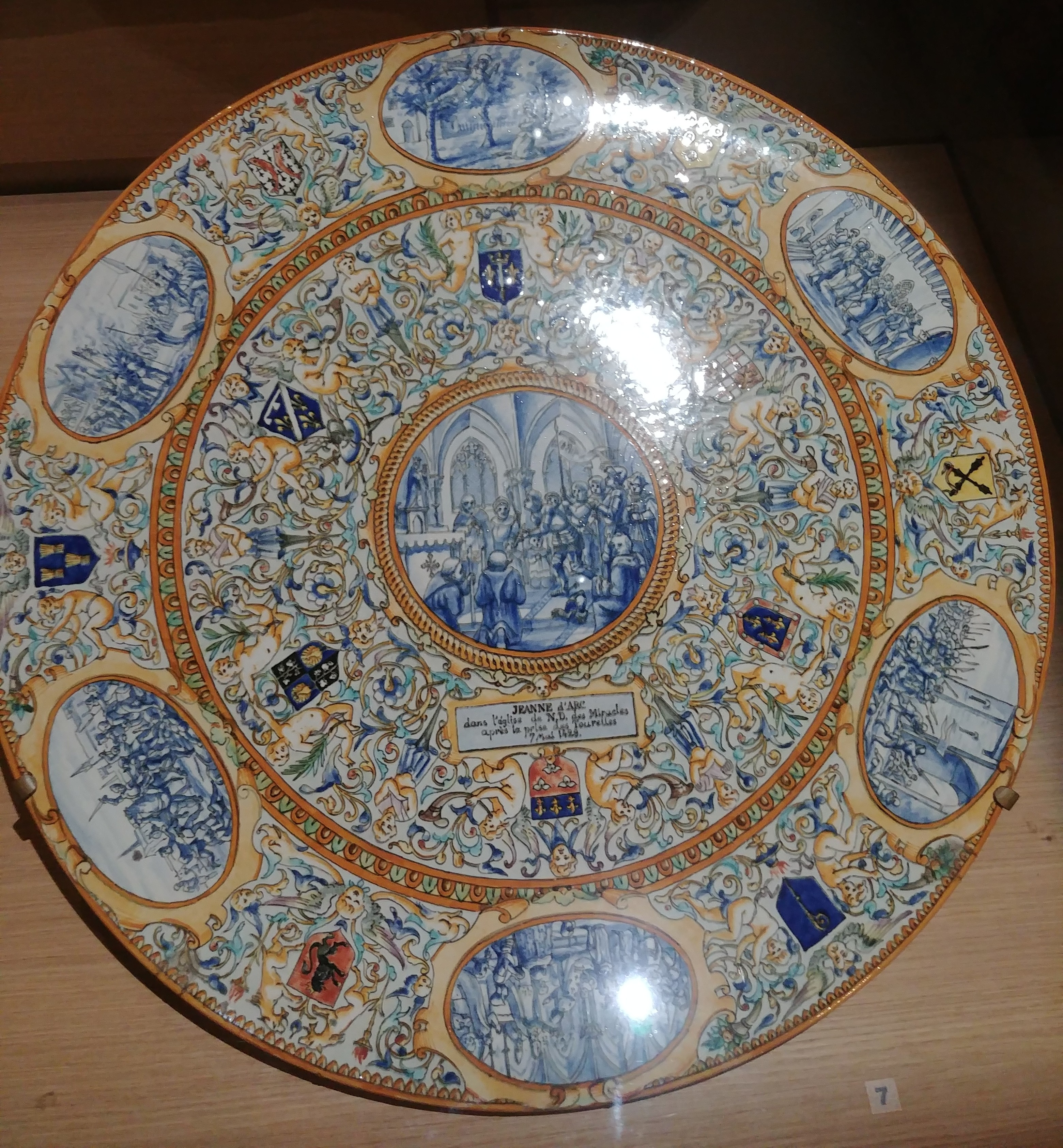
Assiette a l’effigie de Jeanne d'Arc visible à la Forteresse royale de Chinon

Le 20 avril 1938, un musée fut ouvert dans son atelier de La Chaussée-Saint-Victor. Il était géré par sa fille Marie-Louise ainsi que ses petites filles Elisabeth et Jacqueline Berger-Thibault. De nombreuses pièces y étaient exposées au public jusque dans les années 1980. Madame René Coty, épouse du président de la République, y a envoyé en mission d'information le conservateur du Musée national de céramique de Sèvres.
Plusieurs de ses œuvres sont visibles dans certains châteaux de la Loire comme le château de Blois, le château d'Amboise ou la forteresse royale de Chinon.